# Demain Sera...
Demain Sera... es el primer álbum de estudio y álbum debut de la banda francesa de rock: Heyoka.
La persona Caps que es un empleado de la discográfica Combat Rock y miembro del grupo francés de rock: Charge 69, mencionó y consideró que es el mejor disco del anarcopunk de todos los tiempos. 
La música es por lo general en francés.
Algunas ediciones limitadas las hizo la discográfica francesa: Maloka y las remasterizaciones se hicieron en el 2013 y la más reciente en el 2019 igual por la discográfica francesa: Archives de la Zone Mondiale.

## Lista de canciones
Se desconoce quién compuso y escribió las letras de los sencillos, ya que no hay tanta información acerca del álbum realizado.
| Demain Sera... |                        |          |  |
| N.º            | Título                 | Duración |  |
| 1.             | «Ecran Noir»           |          |  |
| 2.             | «Entre Nous»           |          |  |
| 3.             | «Un-Heil»              |          |  |
| 4.             | «La Mort à Deux»       |          |  |
| 5.             | «La Bourse ou la Vie»  |          |  |
| 6.             | «Le Bel Espoir»        |          |  |
| 7.             | «Cris de Colère»       |          |  |
| 8.             | «Portninwak»           |          |  |
| 9.             | «Tierra y Libertad»    |          |  |
| 10.            | «Intro, Déviance»      |          |  |
| 11.            | «Quartier Sauvage»     |          |  |
| 12.            | «Couvre-Feu»           |          |  |
| 13.            | «Contingent Déserteur» |          |  |
| 14.            | «El Pueblo Unido»      |          |  |
| 15.            | «Combat Rock»          |          |  |

El sencillo "Un-Heil" esta en alemán y los sencillos "El Pueblo Unido" y "Tierra y Libertad" están en español.

## Personal
El personal del álbum es de forma desconocida, ya que no hay información respectivamente acerca de su realización, solo se conoce el siguiente personal adicional de la información recopilada

### Personal adicional
- Spirou - producción, mezclas, masterización
- Ion-Ion - asistencia personal